# Ermita de Santa Ana (Alfambra)

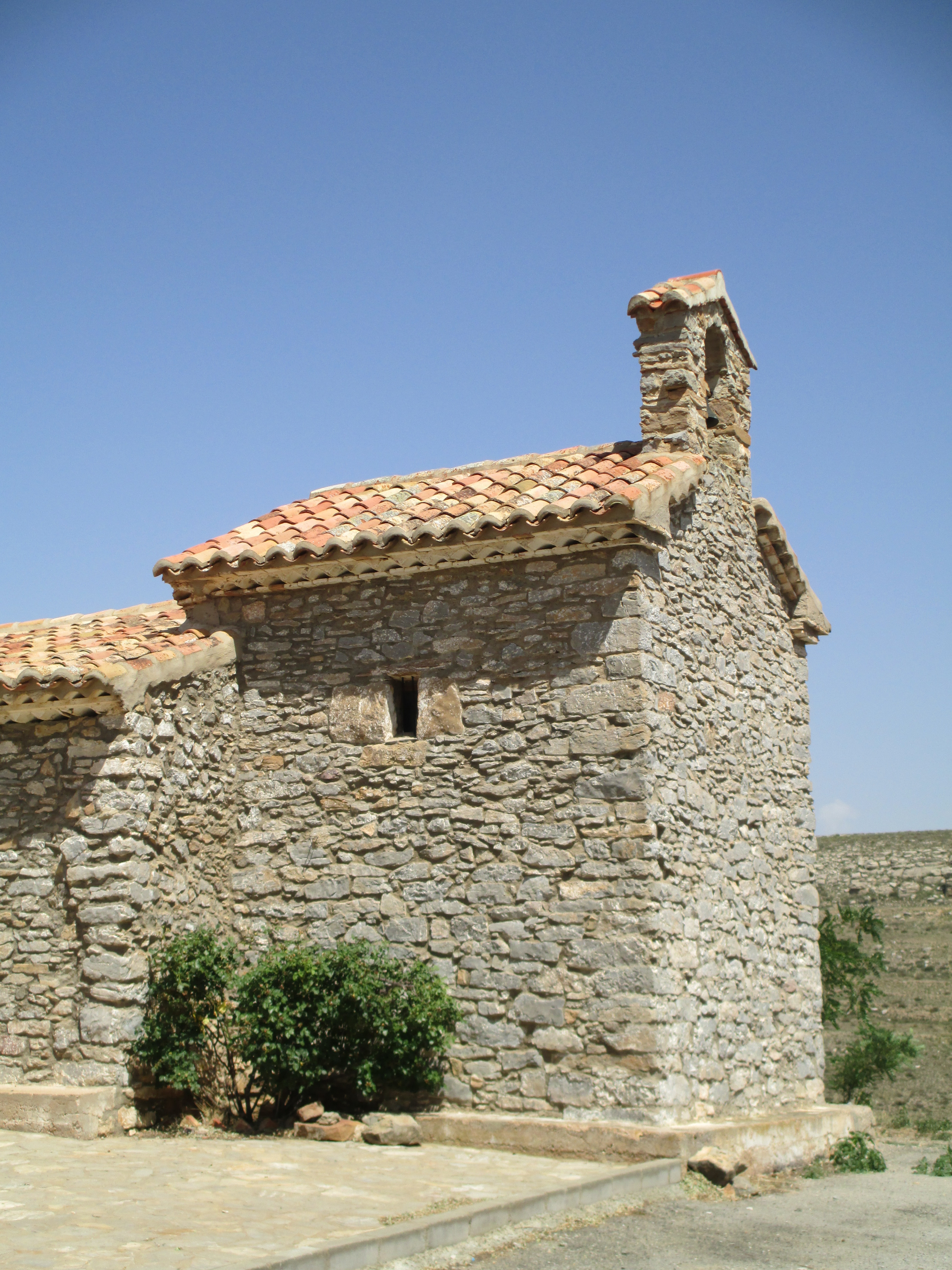
Ermita Santa Ana, Alfambra, Teruel

La Ermita de Santa Ana es una construcción religiosa situada en el término municipal de Alfambra (Teruel). 
Se trata de un conjunto de edificaciones, muy reformadas a lo largo del tiempo, con vocación de santuario, recibiendo una romería anual de los alfambrinos el día 13 de junio. Estas edificaciones son: iglesia de una sola nave, varios tramos, crucero, capilla en la cabecera y coro alto a los pies; además existe una casa del ermitaño, reconvertida en salón multiusos; y a unos 200 metros hacia el norte el llamado Pilón de Santa Ana, que marca la referencia de un antiguo camino de paso por la zona.
En el año 2007 se reconvirtió en una ermita-museo, proyecto museográfico realizado por Juan José Barragán, gracias al hallazgo casual unos años antes de un conjunto mural de estilo y época gótica, de unos 30 m², más otros 15 m² de pintura mural barroca.

## Patrimonio
Conjunto MuralSe compone de tres escenas góticas de grandes dimensiones, entre las que destaca el donante, identificado como Juan Fernández de Heredia VII, un San Jorge y una Última Cena. Respecto a la parte del conjunto mural de estilo barroco, destacan dos motivos: una cruz de la Orden de Malta y una ventana pintada en forma de trampantojo, ambos en la capilla que forma la cabecera actual del conjunto.</ref>Barragán pp 65</ref>
Reloj analemáticoEs uno de los mayores relojes de sol de tipo analemático construido en España y se puede participar en él al estar situado en el exterior del santuario.

## Reconstrucción Digital de Imágenes (RDI)
Constituye un proyecto pionero desarrollado con la doble finalidad de conocer los aspectos técnicos del conjunto mural, así como facilitar su difusión, ya que este tipo de obras de arte se encuentran en estados de conservación bastante deficientes, debido a los diferentes usos a que se han visto sometidos estos espacios a lo largo del tiempo.
El proceso ha consistido en la documentación fotográfica digital a escala real, filtrando las imágenes con diversos sistemas de visualización (alto contraste; negativo; infrarrojos; y luz ultravioleta), lo que ha permitido conocer distintas zonas del mural prácticamente invisibles.
Este proyecto ha sido difundido en varios medios de comunicación y es obra del profesor Juan José Barragán, dentro del proyecto de musealización del espacio.

## Catalogación
Se encuentra inscrita en el Inventario del Patrimonio Cultural Aragonés por lo que según la ley 3/1999 de 10 de marzo del Patrimonio Cultural Aragonés tiene la protección de Bien inventariado del patrimonio cultural aragonés.